# Vreneli
Vreneli o Goldvreneli è il nome informale di una serie di monete d'oro coniate in Svizzera. Ha le stesse caratteristiche di peso, titolo e diametro del Marengo italiano e del Napoleon francese.

## Storia
Le monete furono emesse, in sostituzione di quelle precedenti incise da Durussel, tra il 1897 e il 1936, nel 1947 e nel 1949. Avevano il valore facciale di 10, 20 o 100 franchi svizzeri e furono coniate con una purezza dell'oro di 900/1000. Ne furono coniate circa 60 milioni, anche se della moneta da 100 franchi ne furono prodotti solo 5.000 pezzi. La moneta da 20 franchi è la più comune.
Vreneli è il diminutivo in Schweizerdeutsch (Svizzero tedesco) di "Verena", l'immagine femminile al diritto, che è la personificazione della Svizzera. L'immagine è stata incisa da Fritz Ulysse Landry (1842 - 1927). La modella è Rosa Tännler (1878 - 1946), da Gadmen, nell'Oberhasli.  Le monete sono anche note come Helvetia dall'iscrizione sopra al ritratto.
Mentre quando è nata la moneta era utilizzata normalmente nei commerci, già alla metà degli anni trenta del XX secolo il valore in oro, per la moneta da 20 CHF, era arrivato a 28 franchi. La moneta da 20 CHF contiene 5,8064 grammi di oro puro (6,45 grammi a 22 carati o 900/1000). 
Attualmente (2025) il valore in oro di una moneta di 20 franchi è circa 450 franchi.
Nelle quotazioni di borsa in Italia la moneta è categorizzata come Marengo svizzero.

## Il Vreneli delGondogold
Alla fine dell'Ottocento furono coniate, in quantità estremamente limitate, monete da 20 franchi con l'oro proveniente dalle miniere di Gondo, un paese di montagna a sud del Sempione, nel canton Vallese, vicino al confine con l'Italia.
La coniazioni con l'oro di Gondo sono caratterizzate da un colore più chiaro e per la punzonatura di una piccola croce al centro della croce svizzera. A causa del così limitato numero di pezzi ovviamente il valore è elevatissimo. Alcuni autori collocano queste monete tra le prove.
| anno d'emissione | quantità |
| ---------------- | -------- |
| 1893             | 25       |
| 1896             | 25       |
| 1897             | 29       |

## Descrizione

### 20 Franchi
Dritto: busto di donna a sin., i capelli in treccia, il bavero ornato con edelweiss. Sullo sfondo paesaggio di montagna. In alto la scritta  "HELVETIA", sulla destra, sotto al busto, il nome dell'incisore "F. LANDRY". Cerchio perlinato.
Rovescio: 20 - FR, ai lati dello stemma svizzero, che si trova in uno scudo posto su rami di quercia. Sopra al centro dello scudo un fiocco di due nastri che scendono ai due lati. Sotto la data con alla destra il segno di zecca B. Cerchio perlinato. Sul bordo 22 stelle (per i cantoni dell'epoca). L'emissione post bellica reca la data del 1935 seguita dalla lettera L. Quelle del 1947 e 1949 hanno sul bordo la scritta "AD LEGEM ANNI MCMXXXI" al posto delle stelle.

### 10 Franchi
Dritto: come il pezzo da 20; come differenza il nome dell'incisore, "F. LANDRY", è sulla sinistra.
Rovescio: "10 — FR" e data su due righe. In alto la croce svizzera in una corona di raggi di luce. In basso, intrecciati tra loro, un ramoscello di "Rosa alpina" (Rhododendron hirsutum) e di Genziana. In basso il segno di zecca B. Cerchio perlinato.
Bordo zigrinato

### 100 Franchi
Coniata solo nel 1925
Dritto: come il pezzo da 10
Rovescio: come il pezzo da 10, ma con il valore "100"
Contorno: *** DOMINUS/PROVIDEBIT/ ********** (Genesis 22, 8).